# Canal Grandidier
El canal Grandidier es un estrecho que separa el extremo norte de las islas Biscoe y la costa occidental de la península Antártica. Se extiende en dirección noreste-sudeste desde el extremo sur del estrecho Penola hasta las proximidades de la isla Larrouy.
Está por lo general cubierto por gran cantidad de hielos flotantes. También emergen numerosos islotes.

## Historia y toponimia
Fue cartografiado por primera vez por la Tercera Expedición Antártica Francesa de 1903-1905, y nombrado por Jean-Baptiste Charcot en honor a Alfred Grandidier, presidente de la Sociedad de Geografía de París. Charcot aplicó el nombre a todo el cuerpo de agua entre el continente y las islas Biscoe, pero el nombre fue restringido desde entonces a la parte navegable.

## Reclamaciones territoriales
Argentina incluye al canal en el departamento Antártida Argentina dentro de la provincia de Tierra del Fuego, Antártida e Islas del Atlántico Sur; para Chile forma parte de la comuna Antártica de la provincia Antártica Chilena dentro de la Región de Magallanes y de la Antártica Chilena; y para el Reino Unido integra el Territorio Antártico Británico. Las tres reclamaciones están sujetas a las disposiciones del Tratado Antártico.
Nomenclatura de los países reclamantes: 
- Argentina: canal Grandidier[5][6]
- Chile: canal Grandidier[3]
- Reino Unido: Grandidier Channel[7]